# Бёддензелль
Бёддензелль (нем. Böddensell) — община в Германии, в земле Саксония-Анхальт.
Входит в состав района Оре. Подчиняется управлению Флехтинген. Население составляет 243 человека (на 31 декабря 2006 года). Занимает площадь 6,99 км².